# Blechnum dives
Blechnum dives är en kambräkenväxtart som först beskrevs av Kze., och fick sitt nu gällande namn av Maarten J.M. Christenhusz. Blechnum dives ingår i släktet Blechnum och familjen Blechnaceae. Inga underarter finns listade.